# معركة بسل
معركة بسل؛ هي إحدى معارك الدولة السعودية الاولى و العثمانيين، والتي وقعت في يناير 1815م/محرم 1230هـ، بين الوالي العثماني في مصر محمد علي باشا والدولة السعودية الأولى، وكان ذلك بقرار من السلطان العثماني محمود الثاني.

## قبل المعركة
صمم محمد علي باشا على الخروج بنفسه إلى شبه الجزيرة العربية، وقيادة قواته هناك، وذلك بعد الخسائر التي مني بها طوسون باشا ومصطفى بك وعابدين بك في معركة تربة والحناكية سنة 1813م؛ ومنذ وصوله إلى جدة سنة 1228هـ/1813م بدأ في التخطيط العسكري لمواجهة جيش الدولة السعودية الأولى المرابط في تربة، وحسم الأمر في معركة فاصلة؛ حيث هُزمت قواته لاحقا مرتين في القنفذة كما تراجع عابدين بك وحوصر مع طوسون باشا في الطائف ودُمرت قواعده في بلدة الناصرة ببلحارث كما فشل في التقدم جنوبا منذ معركة أم الجنادل التي كاد أن يفقد فيها عابدين بك حياته؛ فأرسل محمد علي باشا قوة عسكرية إلى كُلاخ شرقي الطائف والتي أصبحت مركزًا لقيادته سنة 1814م، وبذل كل ما في وسعه لدعم قواته بالجند المدرّب والمؤن والعتاد، كما عمل على تأمين طرق المواصلات، وتحييد القبائل المحيطة بالمنطقة بالترغيب تارة، وبالترهيب تارة أخرى؛ كما شجّع جنوده ورفع من معنوياتهم استعداداً لهذه المعركة الكبيرة التي أدرك أهميتها لتقرير مصير حملته وسمعته في شبه الجزيرة العربية، وبشكل خاص أمام الدولة العثمانية.

## الدور البطولي من ناصر ابن الامير محمد بن دهمان الشهري قبل شرارة المقاومة
قبل مجيأ محمد باشا و تغطية عيوب ابنه طوسون الذي فشل في حملته بعدما استقر بمنطقة و ارسل اول حملة من حملاته وكانت في مخزن قوة الدولة تهامة و كانت تهامة تنقسم الى عدة امارات تابعة للدولة مثل عسير واميرها طامي ابن شعيب و بيشة و اميرها سالم ابن شكبان و جازان و اميرها حمود ابو مسمار وأول مدخل تهامة مع حدود الحجاز هي امارة الامير محمد ابن دهمان في رجال الحجر وقد كانت تتميز بوساعة مساحتها التي اسسها بالدم والسيف لذلك كانت اول محطة طوسون في اول معركة سيخوضها لعصيان الطاعة الغاشمة الامير محمد ابن دهمان 1811م وبالرغم من حماس السعوديين آنذاك بعد نجاحهم في معركة وادي الصفراء الا ان شعور الحذر لابد منه خصوصا ان وادي الصفراء مضى عليه بضع سنوات قرر الامير محمد قبول الشرف و انشد ابياته المهيبة 
ندرا الخطأ ما دام قدر وشيمات 
نعطي الجار والضيف مسبوق
وإن كان في الأطراف بيعٍ وشريات 
قمنا برد الفعل والكيل مطبوق
نشرب دلال البن صفر المصبات 
وننطح رجالٍ عندهم للوفاء ذوق
يا ناشد عنا بالايادي علامات 
سيوف و رماح و بارود مسحوق
يبشر بنا الداعي إلى شب غارات 
يبشر بجيشٍ مثل رعد و باروق
ما قال بن دهمان ما فيه ميلات 
وأنا على عهدي مع الشيخ موثوق
وقايل كن بن دهمان قد مات 
مطرود غايات الرجاجيل ملحوق

قام الامير محمد بفعل حركة ذكية عندما رأى الوالي محمد باشا اكتفى بارسال ابنه مباركة خليفة الدولة العثمانية ارسل الامير ابنه الشاب الشجاع ناصر بمباركة امام الدولة السعودية فقد كان الاغلب يراقب الاخبار من فرق الاستطلاع الخاصة بالقبائل و الامارات الا انهم رأوا حماسة و إقدام الامير ناصر بحزم و عزم و كان يُلهم جيشه و يُنشد لهم و لم يخفى عنهم لحظة وصلوا ارض المعركة التي اُسميت بأسم الوادي لاتانين و تقابل الامير ناصر بقائد بسيط رتبته بكباشي اسمه محمود بيك ذلك الشيء اغضب الامير ناصر لاستخفاف الالبان بالدولة السعودية فلقن الامير ناصر تلك الحملة درسا اراق دماء تلك الجنود المدربة و ودع البكباشي محمود بيك الذي هرب بمفرده الى قائده طوسون فاقداً كل شيء احدثت تلك المعركة ضجة تحدث عنها الكثير وبسببها تمت تسمية شارع بتركيا بأسم محمود بيك و انشد الامير محمد ابيات خالدة
لنا في الوفاء عادة وعودة 
و اعــلـــى مـــهمــــات
نحن رجال الحجــــــــــر 
نخشى المعابه وإن مــــات
بني شهر بالحرب صولات جولات 
ياكم ردعنا عصب جور البوق
إن صار في الافلاج صايــــح 
ونبّات نفزع كلمحبين للشوق
عذاب السبايا نهار الغصيبــــه
نهار التقى المحملين التعيبــه
كسرنا العساكر واخذنا الغنايـم
واخذنا الجمال و خيولا غصيبـــه
رجال القبايل على اغلى الذلايـل
بكل نبته وحن نـعـتزي بــــــه
يا ناصر المنع تسلم يمينـــــك
و فعلك بالترك كلن دري بـــــه
عبا في الاتانين يــوم مشيّــــب 
نهـار التقى المحملـين التعيبه
قعدنا ثمانيـن يـوم بـلا مـــاء 
وننحر من البل و نشرب حليبـــه
كانت تلك المعركة من مسببات عزيمة القتال في المعارك التي ظهرت بعدها كالاشقاء البقوم بتربة عندما اراقوا دماء طوسون نفسه مما جعل الوالي محمد باشا نفسه يأتي و يتصارع مع شخصيات بارزة بجانب ابن دهمان كطامي و بخروش و ابن شكبان و ابن حابش والخ واستطاعوا المقاومة والمباسلة و كسروا الكثير من جيش محمد باشا و هزموه بالكثير من المعارك حتى جائت المعركة الفاصلة معركة بسل».

## فيصل بن سعود الكبير يحشد القوات في تربة
في تربة، البلدة المحصنة شرقي الطائف، استنفر فيصل بن سعود الكبير القبائل الموالية للدولة السعودية الأولى، وخرج فيصل بمن معه من أهل نجد، وعددهم حوالي العشرة آلاف إلى غزايل، لملاقاة قبائل المنطقة التي استجابت إلى ندائه، ووفدت إليه للوقوف إلى جانبه. وحسبما ذكر محمد علي في إحدى رسائله إلى السلطان العثماني، فقد وصل: «القائد العسيري طامي بن شعيب المتحمي مع عدد كبير من أفراد القبائل، وفهاد بن سالم بن شكبان من بيشة، ومحمد بن دهمان من بني شهر، ومسلط بن قطنان من رنية، وابن حطامل من شهران، وبخروش بن علاس من زهران، وجاسر بن محيي، وغصاب العتيبي وشعلان بن صالح الفزعي الشمراني من تبالة وغيرهم من القواد الصغار والكبار..إلخ»؛ قدر بركهارت هذه القوات بحوالي العشرين ألفًا؛ في حين روى ابن بشر المؤرخ النجدي المعاصر لسقوط الدولة السعودية أحداث نزول فيصل بن سعود الكبير تربة قائلاً: «نزل بلد تربة واستنفر الرعايا من المسلمين الحجازية، فقدم طامي بن شعيب في عسير وألمع ومن دونهم من زهران ورؤسائهم، وغامد وغيرهم نحو عشرين ألفاً. فلما أقبلوا على تربة أرسلوا إلى فيصل وأخبروه بقدومهم، فقدم فيصل من تربة ومعه نحو عشرة آلاف مقاتل، فاجتمعت تلك الجموع كلها في غزايل وهو بئر كبير واسع غزير الماء قرب بلد تربة».

## محمد علي باشا يجهز مدافعه وانقضاء موسم الحج
أدرك محمد علي باشا بعد انقضاء موسم الحج وما وصله من إمدادات ضخمة أن قواته جاهزة الآن للمسير ولمعركة قد تحدد مصير حملته في شبه الجزيرة العربية، ولبث الحماسة في جنوده أعلن أنه سيخرج على رأس قواته وقد تحدد هدف الهجوم بلدة تربة المحصنة، وكان من المقرر أن يكون هذا الهجوم هو الأعنف عليها بعد أن ظلت عصية لعام كامل. كان بحوزة هذا الجيش الكثير من سلاح المدفعية الذي قيل أنه سيهدم أسوار تربة في أيام بالإضافة إلى الكثير من الفؤوس لقطع أشجار النخيل التي تحمي بلدة تربة وخبراء التفجير ليدمروا كل ما يعترض سبيل القوات. روى هارفرد بريدجز أيضا أن محمد علي باشا قد جلب بذور البطيخ مع موسم الحج من أحد الأودية لتبذر مكان هذه القرية (تربة) وقد أشاع هذا بين الناس في مكة إلا أن كل هذه التحضيرات لم تطمئن الجنود إذ أدركوا مدى الصعوبة والقسوة التي ستكون على أسوار تربة المنيعة؛ في حين روى بركهارت في تاريخه عن هذه الأحداث ما نصه: «وقد هزأ الوهابيون عندما وصلتهم أنباء نية محمد علي دخول تربة بالقُوة. وفي هذا الوقت وصلت رسالة من الشيخ بخروش إلى الباشا يخبره عما سيفعله هؤلاء الوهابيون، ولهذا يجب أن يكون له جيش أقوى من هذا يقوده إن كان ينوي فعلا محاربتهم وإلا فالأفضل أن يعود إلى مصر ليستحم في مياه النيل» إلى أن قال: «وسيرى أي مصير ينتظره إثر هذه الإهانة التي وجهها إلى الباشا».

## طامي بن شعيب يرسل بعض القوات للمرابطة في القنفذة
في تلك الأثناء، عمل طامي بن شعيب المتحمي على تضليل قوات محمد علي باشا التي خرجت إلى كلاخ وذلك بإرسال بعض القوات للمرابطة في بلدة القنفذة الساحلية ولنصب الخيام بأعداد كبيرة وذلك لإيهام محمد علي باشا بأن الهجوم الفعلي سيكون على جدة الساحلية في تهامة مما قد يقطع عليه سبيل الإمدادات من مصر، روى هارفرد بريدجز ما نصه: «غادر أحمد آغا -الملقب بونابرت- مكة في الخامس عشر من شهر ديسمبر 1814م، وتقدم في الحال إلى كلاخ في حين كان الباشا عازماً على اللحاق به في الرابع والعشرين من الشهر نفسه، ولكن أخباراً وصلت تفيد بأن قوة وهابية كبيرة قد شوهدت بالقرب من ميناء القنفذة، وهي -على ما يبدو- تتقدم باتجاه جدة. وقد أحدث هذا في البداية ذعراً شديداً، ولكن ذلك الذعر على أي حال انحسر عندما علم أن تلك القوة لم تكن سوى أتباع طامي الذين كانوا ينصبون خيامهم بالقرب من القنفذة» وقال أيضا: «وصلت إلى الباشا تقارير متنوعة ومختلفة خلال المدة من الرابع والعشرين من ديسمبر إلى السابع من شهر يناير 1815م، وفي هذا اليوم بالضبط خرج الباشا من مكة». في حين روى بركهارت عن أحداث القنفذة ما نصه: «حين وصلت معلومات تفيد أن قوة وهابية ضخمة لوحظت في جوار القنفذة تتقدم نحو جدة، دب الذعر في هذه المدينة وارتفعت الأسعار وشرع الناس يخزنون المؤن خوفا من الحصار وملأت السلطات الخزانات بالماء تحضرا للمعركة لكن الوضع عاد إلى هدوئه عندما تبين أنها قوة صغيرة».

## وقعة بسل
بعد تشاور فيصل بن سعود الكبير مع قادة جيشه، استقر رأي فيصل بن سعود الكبير على المبادرة بالهجوم؛ رغم أن البعض كانوا يرون أن الأفضل هو البقاء في تربة المحصّنة. تحركت قوات فيصل بن الإمام سعود من غزايل إلى بسل، وسيطروا على قمم الجبال والتلال؛ حيث حشدوا أحمالهم، وذخائرهم، وقطعوا المواصلات بين كُلاخ والطائف، وحصلت مواجهة عنيفة بين الطرفين، قُتل فيها من القوات العثمانية المصرية عدد كبير، إلا أنه وبقدوم محمد علي باشا بتعزيزاته في اليوم التالي تغير الموقف إلى صالحه؛ وكان في خطته أن يتجه مباشرة إلى تربة، ولكن لما علم أن قوات الدولة السعودية الأولى تتمركز في بسل، زحف إليهم لملاقاتهم، ووصل محمد علي إلى كلاخ ليقود الجيش. وصف أحد المؤرخين المعاصرين خطة محمد علي قائلًا: «اتضح أن محمد علي رأى خلال المناوشات؛ أنه لن تكون أمامه فرصة للنجاح ما بقي العدو مقيمًا فوق الجبال، وعرف أيضًا أنه لو نجح في اليوم التالي، فإن من المحتمل أن تنتهي مشكلاته في كل من الحجاز ومصر إلى الأبد»؛ فوضع خطته لاستدراج جيش فيصل بن سعود الكبير إلى السهل؛ حيث تظاهرت قواته بالانسحاب؛ لتنزل قوات الدولة السعودية الأولى إلى السهل لتتبعها، وكان ذلك ما حدث، ودارت معركة قوية انتهت بانتصار محمد علي باشا انتصارا ساحقا حيث سيطرت قواته على مواقع فيصل بن سعود الكبير ووضعت المدافع على تلالهم وأخذت في قصفهم.
وصف ابن بشر مسير فيصل بن سعود الكبير لوادي بسل على رأس جيشه قائلا: «وساروا إلى الروم -أي العثمانيين- وهم قد اجتمعوا بعددهم وعدتهم على بسل، فنازلهم المسلمون ووقع بينهم في ذلك اليوم قتال وطراد، وقتل من الروم عدد كثير» إلى أن قال: «أقبل محمد علي صاحب مصر بعساكر كثيرة مدد لتلك العساكر، ووقع القتال بين الفئتين، فثبت فيصل ومن معه ووقع كسيرة في ناحية جموع المسلمين من جهة زهران وغامد، ثم اتصلت الكسرة في قوم طامي من عسير وغيرهم، واتصلت الكسرة على جموع المسلمين لا يلوي أحد على أحد». في حين أرخها بركهارت بقوله: «وَجَدَ الباشا الوهابيين يعسكرون على سفوح الجبال التي تشرف على كُلاخ، وأن قوتهم تقدر بحوالي خمسة وعشرين ألف مقاتل ولكن فرسانهم كانوا قليلين جداً، في حين لم تكن لديهم مدفعية من أي نوع، ومن ناحية أخرى كان غالبية الزعماء الوهابيين الأقوياء موجودين في هذا المعسكر، وقد ظهر الآن جليا أن الهجوم من القنفذة كان الغرض منه توجيه اهتمام الباشا بعيداً عن هدف الهجوم الأساسي وهو بسل، حيث يسيطرون الآن على موضع قوي في منتصف خطوط المواصلات التركية، وعندما تقدمت الخيالة التركية للهجوم صمد الوهابيون في مواقعهم.. وتمكنوا من صد محاولة قام بها الباشا لزرع واحدة من مدافعه الميدانية في موضع يستطيع مضايفتهم به. وقد أدرك محمد علي في الحال أنه طالما احتفظ الوهابيون بمواقعهم فلن تكون هناك فرصة للنجاح ضدهم، كما أدرك أيضا أنه طالما بقي في مكانه فإن التأخير المترتب على ذلك سيكون له آثار خطرة عليه بقدر ما ستكون فيه فوائد لأعدائه، وخلال الليل أرسل الباشا بطلب التعزيزات من كلاخ، كما قام بنشر مدفعية على جناح القوات الوهابية، وعندما طلع الصباح جدد الباشا الهجوم ثانية بواسطة خيالته، ولكنه صد مرة أخرى، بعد ذلك لجأ إلى خدعة تمكن بواسطتها من تحقيق أقصى ما كان يتمناه، لقد أصدر الباشا أوامره للطابور الموجود على جناح القوات الوهابية ليتحرك مقترباً من معسكر الوهابيين مع إطلاق النيران من المدفعية، ثم التراجع بعد ذلك بطريقة ظاهرها عدم الانضباط والفوضى؛ حيث تعقب الوهابيون من كانوا قد تصوروهم هاربين واعتقدوا أن الساعة التي يستطيعون فيها وضع النصر بين أيديهم قد جاءت، وأنساهم القدر المحتوم آخر كلمات أميرهم العظيم سعود وهو على فراش الموت» إلى أن قال: «وصل الوهابيون الآن إلى السهل وأصبحت تفصلهم عن الجبال مسافة كافية لتشجيع الباشا على القيام بالهجوم الذي كان يبيته، لقد حشد كل خيالته وتصدى لمواجهة من كانوا يتعقبونه، ولم يمض وقت طويل قبل أن تصبح نتيجة المعركة في صالحة وبدأت المذبحة.. وقد طرح خمسة آلاف رأس عند أقدام الباشا، في حين استطاع كثير من زعمائهم الكبار الهرب بصعوبة» أخذت الخيالة العثمانية لاحقاً في ملاحقة المنسحبين وعملت على تقتيلهم خارج بسل، وقد قال أيضا: «أشير إلى الظروف الاستثنائية التي كانت تمر بها جماعات عدة من عربان أقسموا بالطلاق من زوجاتهم قبل الخروج في هذه المعركة بألا يولوا ظهورهم للأتراك، لقد وجدهم المنتصرون على الجبال مربوطاً بعضهم إلى بعض عند الساق، لكي يمنع بعضهم بعضاً من الهرب من ميدان المعركة، لقد حارب هؤلاء المتعصبون.. وتم تقطيعهم جميعا إلى أشلاء» وقد قال أيضا في وصف الشعور السائد بين أبناء القبائل العربية والتي لم تقف ضد الباشا في هذه المعركة مع أبناء جلدتهم ما نصه: «لم يكونوا آسفين.. إلا أن حبهم لبلادهم كان لا يزال من القوة بحيث جعلهم ينظرون لهزيمة العرب على يد الأتراك على أنها محنة وطنية، وهذا الشعور لم يخفف منه على أي حال تصرف الباشا تجاه الثلاث مئة وهابي الذين حصلوا على الآمان عن طريق أوامره المباشرة.. لقد تم خوزقة خمسين من هؤلاء المساكين وهم أحياء أمام مداخل مكة، في حين لقي إثنا عشر شخصاً منهم موتاً شنيعاً مماثلاً في كل واحدة من محطات القوافل الواقعة بين مكة وجدة، أما البقية فقد انتهت حياتهم تحت التعذيب أمام باب مكة في مدينة جدة».
يُذكر أن الإمام سعود الكبير بن عبد العزيز كان قد أوصى أبنائه في النزع الأخير من حياته بأن لا يحاربوا قوات محمد علي باشا في أرض مكشوفة؛ ففي حياته لم تستطع قوات الدرعية ملاحقة فلول قوات طوسون باشا إبان معركة وادي الصفراء على الرغم من انتصارها، فأوامر سعود كانت تقضي بأن لا يتجاوزوا الجبال في وادي الصفراء الضيق أبداً، حيث كفت قوات الدرعية عن ملاحقة طوسون باشا ما إن بلغ تهامة المكشوفة.
لاحقاً، انسحب جانب من جيش فيصل بن سعود الكبير إلى تربة، فيما تفرّق الباقون وعادوا إلى مناطقهم؛ وتتبعهم جيش محمد علي باشا إلى تربة؛ وحين علم فيصل بذلك، انسحب منها إلى رنية، ومنها إلى نجد؛ فيما تابع محمد علي زحفه، فأخضع تربة، ورنية، وبيشة، وعسير.

## نتائج المعركة
أما عن نتائج المعركة، فقد تكبد جيش الدولة السعودية الأولى خسائر جسيمة، ما بين خسائر بشرية كبيرة، وخسائر مادية؛ تمثلت في استيلاء الجيش المنتصر على عدته، وخيامه، ودوابه، وأمتعته عن طريق الاستيلاء على المعسكر الرئيس في بسل؛ فضلًا عن نتائجها السياسية والعسكرية؛ فهي تعد من أكبر المعارك التي خاضتها الدولة السعودية الأولى ضد الحملة العثمانية المصرية، وحسبما أشارت بعض وثائق الأرشيف العثماني في وصف سقوط تربة بعد معركة وادي بسل: «تمكن محمد علي من النيل من المكان الذي قاومه لوقت طويل» واعتبرها محمد علي من أعظم وأهم انتصاراته في الجزيرة العربية. أما النتيجة الأصعب عسكريًا بالنسبة للدولة السعودية الأولى، فإنها حولت موقفها من الهجوم، إلى موقف الدفاع عن نجد وعسير؛ حيث تمخض عن سقوط معسكر الجيش في بسل إلى فقدان معظم المؤن والسلاح تلاها تهاوي المدن الحجازية بسرعة كبيرة.

### ملاحقة طامي وبخروش
انفتح الطريق بعد معركة بسل لدخول عسير والمخلاف السليماني وبقية بلدات الحجاز، حيث تحرك محمد علي باشا إلى عسير في الوقت الذي سير فيه قائده محو بك ناحية زهران. استطاع محمد علي باشا في البداية دخول تربة ومن ثم زحف إلى بيشة وتبالة فدخلهما عنوة قاصداً بلدة طبب مركز طامي وما إن وصلها حتى ضربها بالمدافع ليومين فانسحب طامي إلى حصنه في مسلية، ومنه إلى صبيا حيث غُدر به وسلم، وأرسل لاحقاً إلى محمد علي باشا الذي كان قد انسحب بعد تدميره طبب لبلدة القنفذة الساحلية والتي استولى عليها أيضا في أعقاب معركة بسل. روى هارفرد بريدجز في تاريخه: «بعد ذلك تم القيام بهجوم ناجح، ضد قبيلة بخروش، وفي أثناء هذا الهجوم قبض على شيخ تلك القبيلة وأخذ أسيراً، وقد حاول بخروش الهرب ولكن أمسك به وتم إعدامه بطريقة قاسية جداً». في حين وصف بركهارت مصيرهما قائلاً: «تم إرسال رأسه -أي بخروش- مع طامي إلى القاهرة، ثم من هناك إلى إستانبول، حيث علق ذلك الرأس على ظهر طامي خلال عرضه في شوارع المدينتين» وقد أعدم طامي بعد التشهير به هناك.
أما فيصل بن سعود الكبير وغصاب العتيبي فقد انسحبا إلى نجد وقُتل لاحقا فيصل في المعركة التي جرت على أسوار الدرعية سنة 1818م وقبل أيام من سقوطها ولحقه غصاب حيث كانت وفاتهما بعد ثلاث سنين من معركة بسل؛ في حين قُطع خبر فهاد بن سالم ومسلط بن قطنان ولا يعرف إن كانا من ضمن الأسرى ال300 في بسل أو ضمن القتلى في المعركة.